# تجمع أنصار الإسلام
تجمع أنصار الإسلام في الشام هو تحالف عسكري تأسس في أغسطس 2012م، بعد سنة ونصف من اندلاع الثورة السورية. جمع كبرى الكتائب المسلحة الناشطة في دمشق وريفها وهم كتائب الصحاية بقيادة العقيد خالد الحبوس ولواء الإسلام بقيادة زهران علوش ولواء الحبيب المصطفى وكتائب الفرقان ولواء درع الشام وكتائب حمزة بن عبد المطلب. ينشط مقاتلو التجمع في الغوطة الشرقية وأحياء جنوب العاصمة ويتكون التجمع من الجنود والضباط المنشقين من جيش بشار الأسد ومن المتطوعين الذي ينتمي جلهم إلى دمشق الغوطة.
يشترط التجمع على المقاتلين الراغبين في الانضمام لصفوفه شروط من أهمها: أن يكون مسلما قاصدا الجهاد وخاضعا لحكم الشرع الإسلامي. ويتولى التجمع التصدي لهجمات قوات الأسد على الغوطة الشرقية. التي كانت تشهد ضغطا شديدا نظرا لإحاطتها بالعاصمة وتمركز ألاف المسلحين فيها؛ فباتت بذلك تشكل الخطر الداهم والحقيقي على قاعدة حكم الأسد في دمشق. يمثل مقاتلو التجمع إضافة إلى ثوار حوران العمود الفقري للثورة المسلحة في دمشق، وفي عام 2014م أعلنت الجماعة رسميًا مبايعة أبو بكر البغدادي رئيسًا لها.

## أخر أحداث تجمع أنصار الإسلام
- رفضها إتفاق سوتشي[3] الموقع بين دولة روسيا وتركيا في سبتمبر 2018م، فيما يتعلق بإنشاء منطقة منزوعة السلاح.
- رفضت في مارس 2019م إتفاق موسكو التي توصل إليه الرئيس رجب طيب أرودوغان ونظيره الروسي فلاديمير بوتين حول إدلب وإنشاء دوريات مشتركة.